# Asesinato de Marielle Franco
El asesinato de Marielle Franco, concejala de Río de Janeiro por el Partido Socialismo y Libertad (PSOL), fue un crimen perpetrado el 14 de marzo de 2018 en el área de Estácio, en el centro de la ciudad. Los perpetradores iban en un vehículo que se colocó junto al de la concejala y dispararon varias veces, causando la muerte tanto de ella como del conductor, Anderson Gomes. Aunque aún en una etapa inicial, la investigación sugiere motivaciones políticas.
Ronnie Lessa y Élcio Queiroz, ambos ex policías militares, han sido acusados de cometer los asesinatos. Permanecen detenidos a la espera de juicio por el crimen, mientras continúan las investigaciones.El 24 de marzo de 2024, los hermanos Domingos Brazão y Chiquinho Brazão fueron detenidos y sospechosos de ser responsables del ataque a Marielle Franco. También fue detenido el jefe de policía Rivaldo Barbosa, sospechoso de obstruir las investigaciones.

## Descripción del crimen
Marielle llegó a la Casa de las Negras, ubicada en la calle de los Inválidos, en Lapa, para moderar un debate organizado por el PSOL con jóvenes negras, alrededor de las 7:00 p. m. Según imágenes obtenidas por la policía, un Chevrolet Cobalt con placa de Nueva Iguaçu, municipio de la Bajada Fluminense, estaba estacionado cerca del lugar. Alrededor de las 9:00 p. m., Marielle salió de la Casa de las Negras junto con una asesora y un conductor, siendo seguida de inmediato por el Cobalt. Aproximadamente a las 9:30 p. m., en la Calle Joaquim Paralhes, en el Estácio, un vehículo alcanzó el automóvil de Marielle y realizó trece disparos. Nueve impactaron en la carrocería y cuatro en el vidrio. La concejala recibió tres disparos en la cabeza y uno en el cuello, mientras que el conductor recibió al menos tres disparos en la espalda, lo que provocó la muerte de ambos. La asesora resultó herida por esquirlas, fue trasladada a un hospital y recibió el alta. La policía afirmó creer que el automóvil de Franco fue perseguido durante aproximadamente 4 km. Los criminales huyeron sin robar nada.

## Investigación
Las imágenes capturadas por cámaras locales revelaron que un segundo vehículo posiblemente había servido como cobertura para los delincuentes que llevaron a cabo los disparos. Además, otras imágenes mostraban a dos hombres dentro de un vehículo durante dos horas en el lugar de un evento en el que el concejal había participado poco antes. Según la policía, la munición de calibre 9 mm utilizada no puede ser vendida a la población civil en general. La Red Globo informó que las municiones pertenecían a un lote vendido a la Policía Federal, hecho confirmado por la Policía Civil. Los investigadores creían que el concejal había sido seguido desde el evento en Lapa, durante cuatro kilómetros, hasta llegar a un lugar con menos tráfico, donde se produjo el ataque.
El delegado Rivaldo Barbosa, jefe de la Policía Civil, trabajaba con la hipótesis de una ejecución, dado que las pertenencias de los pasajeros no fueron robadas por los tiradores y que la concejala era una defensora activa de las comunidades necesitadas, habiendo participado activamente en la defensa de los derechos humanos de los residentes de estas áreas, especialmente personas de raza negra y mujeres, e incluso había denunciado muertes cometidas por agentes policiales. El sábado anterior al crimen, Marielle había denunciado en las redes sociales al 41.er Batallón de la Policía Militar en Acari, que había sido identificado por el Instituto de Seguridad Pública como el más mortífero de los últimos cinco años.
La investigación forense descubrió que la munición calibre 9 milímetros que mató al concejal de Río pertenecía al mismo lote de los proyectiles utilizados en la mayor masacre del estado de São Paulo. Los asesinatos de diecisiete personas ocurrieron en Barueri y Osasco, en el Gran São Paulo, el 13 de agosto de 2015, y tres policías militares y un guardia civil fueron condenados por las muertes. Según la Policía Civil de Río de Janeiro, este lote fue vendido a la Policía Federal de Brasilia por la empresa Companhia Brasileira de Cartuchos, el 29 de diciembre de 2006. El análisis técnico también reveló que la munición era original, es decir, no había sido recargada, ya que la espoleta que detonó el proyectil era original. La Policía Federal abrió una investigación para determinar el origen de las municiones y cómo llegaron a Río de Janeiro.
El Ministro Extraordinario de Seguridad Pública, Raúl Jungmann, afirmó que las municiones fueron robadas de la sede de Correios en Paraíba años atrás. Fuentes de la Policía Federal dijeron que el lote de dos millones de cápsulas fue ampliamente distribuido entre las unidades de la corporación, con las unidades de São Paulo y del Distrito Federal recibiendo la mayor cantidad, más de doscientas mil cápsulas cada una. Además, el ministro anunció que la Policía Federal había designado a un especialista en huellas dactilares y ADN para examinar las municiones y comparar los resultados con su base de datos, con el fin de identificar a los responsables del crimen.
El 18 de marzo, la policía recibió una denuncia anónima y descubrió en Minas Gerais un automóvil que podría haber sido utilizado en el asesinato del concejal. La sospecha era que el auto, con placas de Río de Janeiro, había sido abandonado el día 15, pero como la denuncia llegó a la policía recién el sábado, el vehículo fue incautado alrededor de las 21 horas de ese día. Además, la Rede Globo divulgó nuevas imágenes donde se puede observar el auto blanco, en el que iba Marielle, siendo seguido por dos vehículos plateados. La policía también investiga la posibilidad de que los asesinos de Marielle la hayan estado siguiendo en las redes sociales, ya que ella había realizado una publicación en Internet el día antes del incidente en la Rua dos Inválidos, de donde partió antes de ser asesinada.
El 1 de abril, el periódico O Globo publicó un artículo en el que dos testigos, que no habían sido entrevistados por la policía, proporcionaron detalles sobre la escena del crimen. Los periodistas escucharon a los testigos por separado y obtuvieron versiones similares. Ambos afirmaron que el auto de los agresores embistió el vehículo en el que viajaba Marielle, casi subiendo a la acera. A diferencia de lo que muestran las imágenes de la cámara, estas personas solo vieron un auto en el lugar. Según el informe, en el asiento trasero iba un hombre negro que extendía el brazo y llevaba consigo una pistola de cañón largo con un dispositivo que parecía ser un silenciador. Luego, el auto giró bruscamente y huyó por la calle Joaquim Palhares, no por la calle João Paulo Primeiro, como sospechaba la policía. Los testigos afirmaron que la policía militar les ordenó que se alejaran del lugar del asesinato sin escuchar su testimonio. GloboNoticias cuestionó a la Policía Civil sobre esta actitud, pero no obtuvo respuesta de la corporación. Sin embargo, un investigador comentó al periódico que los proyectos de la concejala estaban siendo analizados y se consideraba que sus actividades generaban conflictos con ciertos grupos, incluidos los milicianos. La semana anterior, el secretario de Seguridad de Río de Janeiro, general Richard Nunes, admitió que la motivación política del crimen era innegable.
El 10 de abril, los investigadores encargados del caso encontraron huellas dactilares en fragmentos parciales de los casquillos calibre 9 mm utilizados en el asesinato. Las cápsulas fueron descubiertas en la esquina de las calles João Paulo I y Joaquim Palhares, en Estácio, donde ocurrió el ataque. Ocho de las cápsulas pertenecían al mismo lote vendido por la Companhia Brasileira de Cartuchos al Departamento de Policía Federal de Brasilia y distribuido en todo el país. La novena cápsula formaba parte de un cargamento importado y, según los investigadores, tenía características especiales, similares a las de un proyectil utilizado en un homicidio ocurrido en otro lugar de la región metropolitana del estado. Sin embargo, las huellas dactilares estaban fragmentadas, lo que dificultaría la comparación con las huellas almacenadas en las bases de datos de la policía civil y federal.
El 6 de mayo, RecordTV transmitió un informe que señalaba errores en la investigación. La emisora anunció que el automóvil utilizado por las víctimas había estado abandonado en el patio de la comisaría de homicidios durante 40 días sin que se hubieran completado todas las evaluaciones y exámenes necesarios. Según el informe, los cuerpos del concejal y del conductor no fueron sometidos a exámenes radiológicos, ya que el Estado carecía del equipo necesario. La televisión también adelantó, lo que posteriormente fue confirmado por la Policía, que Marielle y Anderson no fueron asesinados con una pistola como se pensaba, sino con una metralleta HK MP5, que no es fácil de obtener para los delincuentes y es utilizada por unidades de élite. Record también mencionó que las cámaras del Ayuntamiento en la calle donde ocurrió el crimen fueron apagadas días antes del doble homicidio. Las autoridades y organismos oficiales se negaron a comentar sobre el informe, alegando secretividad.
El 8 de mayo, un testigo le dijo a la policía que el concejal Marcello Siciliano y el ex policía militar y miliciano Orlando Oliveira de Araújo, conocido como Orlando Curicica, eran los verdaderos autores intelectuales de los asesinatos de la concejal Marielle Franco y del conductor Anderson Gomes. Según este testigo, la motivación serían las acciones comunitarias de Marielle en áreas de interés para las milicias en la Zona Oeste. La información fue publicada por el periódico O Globo, que afirmó que la testigo declaró haber sido obligada a trabajar para Orlando y habría detallado toda la planificación del crimen. El testigo afirmó haber estado presente en reuniones entre Orlando y Siciliano desde junio de 2017, proporcionando fechas, horarios y detalles de los encuentros, así como los nombres de cuatro hombres seleccionados para llevar a cabo el asesinato, quienes comenzaron a ser investigados por la policía. Se afirmó que la orden del asesinato fue dada desde la celda del penal 9 de Bangu, donde Siciliano estaba recluido. Sin embargo, a mediados de 2019, se reveló que el testigo, el policía militar Rodrigo Jorge Ferreira, conocido como Ferreirinha, había mentido para obstaculizar las investigaciones sobre los responsables de los asesinatos de Marielle y Anderson Gomes. Por otro lado, Orlando Curicica, después de ser trasladado a una prisión federal, proporcionó detalles al Ministerio Público Federal sobre el funcionamiento del crimen organizado en Río de Janeiro, además de demostrar que no participó en el asesinato de Marielle Franco. Curicica también hizo acusaciones contra la jefatura de Seguridad Pública del Estado de Río de Janeiro designada por el gobernador Wilson Witzel, el secretario de la Policía Militar y el secretario de la Policía Civil, respectivamente Rogério Figueredo de Lacerda y Marcus Vinicius Braga. Curicica también acusó a Allan Turnowski, quien fue jefe de la Policía Civil de Río de Janeiro entre 2010 y 2011, de estar involucrado. Durante ese período, Ronnie Lessa, acusado de ser el responsable de los disparos que acabaron con la vida de Marielle Franco y Anderson Gómez, sirvió como agregado de Turnowski.
El 11 de mayo, la policía llevó a cabo una reconstrucción del crimen que duró cinco horas, desde la noche hasta el amanecer. El objetivo era reproducir el momento en que los asesinos dispararon contra el automóvil donde se encontraban Marielle y Anderson, utilizando armas y municiones reales para que los testigos pudieran reconocer el sonido del arma utilizada en el crimen. La conclusión de la policía fue que los asesinos habían utilizado una metralleta HK MP5, un arma capaz de disparar ochocientas balas por minuto. Cuatro testigos participaron en la simulación del crimen, incluido el asesor parlamentario de Marielle Franco, quien fue el único sobreviviente y se mudó fuera de Brasil poco después del asesinato de la concejala.
En octubre, se produjo un gran avance en la investigación. El Ministerio Público de Río de Janeiro (MPRJ) anunció que el uso de tecnologías de la información permitió identificar el biotipo del tirador. Además, el análisis de imágenes reveló otros lugares por donde pasó el automóvil de los perpetradores. Aunque el Ministerio no proporcionó esta información públicamente, se comunicó a la familia del concejal. Los fiscales también visitaron al detenido Orlando Curicica, y la Fiscal General de la República, Raquel Dodge, envió al MPRJ la declaración que rindió a los fiscales, cuyo contenido no fue revelado para mantener la confidencialidad de las investigaciones, una preocupación compartida por todas las autoridades involucradas en el caso.
El 3 de julio de 2019, la Policía Civil y la Armada organizaron un operativo para encontrar las armas que supuestamente se utilizaron en el crimen. La sospecha surgió del testimonio de un barquero de la región de Quebra-Mar, en Barra, quien afirmó que un hombre identificado como Márcio Montavano, alias Márcio Gordo, que había sustraído armas de domicilios vinculados al policía militar retirado Ronnie Lessa -acusado del crimen- lo contrató para un viaje a las Islas Tijucas para practicar pesca submarina. Según la policía, en la acción también participaron la esposa de Lessa, Elaine, su hermano Bruno y un hombre llamado Josinaldo. Según el testimonio del barquero, el contratista colocó una pesada caja de cartón en el barco, dentro de la cual había cajas más pequeñas y una maleta. Luego, el hombre abrió la maleta, sacó seis rifles y arrojó las armas y la caja al mar. Posteriormente, dio trescientos reales al barquero para pagar el transporte, llamó a un taxi y se fue. La policía sabía que este individuo era amigo de Lessa.
En julio de 2019, el ministro y presidente del Supremo Tribunal Federal (STF), Dias Toffoli, suspendió la investigación sobre el asesinato del concejal. La decisión de Toffoli afectó temporalmente todas las investigaciones en el país, argumentando que se basaban en informes de inteligencia financiera elaborados con información obtenida sin autorización judicial, es decir, información compartida por el Consejo de Control de Actividades Financieras (Coaf) y las autoridades fiscales sin autorización del tribunal.
Hasta septiembre, según un informe de la Coordinación de Seguridad e Inteligencia del Ministerio Público del Estado de Río de Janeiro, se sabía que el sargento de reserva de la Policía Militar Ronnie Lessa, acusado del asesinato, era un líder miliciano en la zona oeste de Río. Lessa era dueño de un bingo clandestino en Barra da Tijuca y planeaba, antes de ser arrestado, expandir su negocio de distribución de agua a áreas controladas por narcotraficantes en la ciudad. El informe fundamentó la solicitud, aceptada por el tribunal de Río de Janeiro, de trasladar a Lessa al sistema penitenciario federal.
Prófugo desde el inicio de la Operación Intocables, el miliciano Adriano Magalhães da Nóbrega era buscado por equipos policiales de Río de Janeiro y Bahía, quienes estaban alerta ante la posibilidad de detenerlo. Adriano había logrado escapar de un asedio montado por la policía de Río de Janeiro y Bahía en un resort a finales de enero de 2020, pero el 9 de febrero de 2020 fue rodeado por la policía en una finca en el municipio de Esplanada y terminó muerto en un enfrentamiento con las fuerzas policiales en el interior de Bahía. Conocido como Capitán Adriano, fue designado jefe del grupo de asesinos profesionales llamado Oficina del Crimen, el cual agrupaba a policías y ex policías que cometían asesinatos a cambio de dinero, y también era el líder de una milicia en Río de Janeiro. Anteriormente, había sido capitán del Batallón de Operaciones Especiales (BOPE) de la Policía Militar de Río de Janeiro. Adriano fue uno de los acusados en la Operación Intocables, y tenía familiares cercanos involucrados, como su exesposa y su madre, en la trama de grietas en el despacho del entonces diputado estatal Flávio Bolsonaro. Aunque las autoridades citaron a Adriano por el asesinato de Marielle Franco, no fue incluido en la investigación que investigaba la muerte del concejal. Aunque fue interrogado durante la investigación, no fue considerado sospechoso.
El 30 de junio, el delegado encargado de investigar la muerte de Marielle, Daniel Rosa, despejó las sospechas que rodeaban a la organización miliciana denominada Oficina del Crimen. Esta "Oficina" ya estaba bajo investigación por la sospecha de haber realizado numerosas ejecuciones, y se creía que la ejecución del concejal podría ser una de ellas, debido a la cercanía del grupo con Ronnie Lessa. Sin embargo, no se pudo demostrar que hubiera sido parte de la organización criminal. A pesar de ello, la investigación tomó ese rumbo a partir del testimonio de Orlando Curicica, quien fue detenido bajo sospecha de participar en el crimen de la concejala. Según Rosa, los milicianos efectivamente ejecutaron esa noche a otra persona, Marcelo Diotti. El crimen ocurrió en un restaurante de Barra da Tijuca, y una investigación detallada, con comparación de tiempos, descartó la posibilidad de que estos hombres hubieran participado en el asesinato de la concejala. 
A mediados de julio de 2020, después de dos años sin respuestas sobre cómo los albaceas del concejal tuvieron acceso a municiones de uso restringido por parte de la Policía Federal, el delegado a cargo del caso solicitó el archivo de la causa, que había sido abierta a pedido del Ministerio Público Federal. Sin embargo, el fiscal Eduardo Benones no aceptó el archivo y solicitó profundizar la investigación, argumentando que no solo buscaba responsabilizar a los agentes públicos, sino que también pretendía ser principalmente una respuesta del Estado brasileño a las múltiples interrogantes sobre un delito "cuyo carácter es notoriamente trascendental". Para ello, el Ministerio solicitó un peritaje de la munición para determinar si se trataba de una carga original, y una solicitud de explicaciones al fabricante de los proyectiles, que había producido un volumen mayor al permitido por el Ejército.
A mediados de diciembre, la Policía Civil y el Ministerio Público encontraron una pista importante para esclarecer el crimen. Según el informe, Eduardo Almeida Nunes de Siqueira, residente de Muzema, una favela dominada por la milicia, clonó un coche del mismo modelo que se utilizó en el asesinato. Además, Siqueira fue defendido por el mismo abogado de Ronnie Lessa, considerado albacea del concejal. Confesó que clonó muchos vehículos, incluido un Cobalt plateado del año 2014, que era exactamente el tipo de coche utilizado por los pistoleros. Aunque Siqueira no sabía cómo se usaba el auto, notó muchas similitudes entre el que clonó y el utilizado en el crimen. La policía también seguía otras líneas de investigación, como confirmar que la orden de matar a Marielle provenía del ex bombero, exconcejal y miliciano Cristiano Girão. Marcelo Freixo, como Girão, era uno de los nombres en la lista de milicianos del CPI elaborada por el parlamentario.
En julio de 2021 se produjeron cambios importantes en el equipo de investigación de delitos. En la Policía Civil, Edson Henrique Damasceno, sin explicación oficial, fue designado como jefe de la Comisaría de Homicidios, la cual investiga todas las muertes violentas en el estado. Damasceno fue el cuarto responsable en el cronograma de investigación policial. Al mismo tiempo, los fiscales Simone Sibilio y Letícia Emile abandonaron el grupo de trabajo del Ministerio Público de Río de Janeiro, que también investigaba el ataque. Informaron de temor e insatisfacción ante las “injerencias externas”, pero no proporcionaron detalles sobre estas fuerzas. Además, el cuerpo de Adriano da Nóbrega fue exhumado y el examen forense encontró contradicciones entre los hallazgos de la autopsia y los informes de los agentes de la policía militar que lo mataron en actos oficiales.
En julio de 2023, Élcio de Queiroz llegó a un acuerdo de culpabilidad con la Policía Federal y el Ministerio Público, proporcionando detalles sobre cómo se cometió el crimen. Según información publicada en la prensa, el crimen habría sido premeditado desde 2017, incluso con un intento fallido en el mismo año. Cuando ocurrió el asesinato, todo comenzó con un encuentro entre Lessa y Élcio en el condominio de este último. Se posicionaron estratégicamente en un automóvil y persiguieron el auto del concejal, disparando mientras el vehículo desaceleraba. Una vez consumado el crimen, se dirigieron a un bar donde permanecieron bebiendo hasta las tres de la madrugada. Al día siguiente, concluyeron la operación deshaciéndose del coche utilizado en el crimen, antes de encargarse de manipularlo.
En enero de 2024, el ex policía Ronnie Lessa llegó a un acuerdo de culpabilidad con la Policía Federal, afirmando que Domingos Brazão fue uno de los autores intelectuales y responsables de planificar el ataque que resultó en la muerte de la concejala y su conductor. El motivo por el que ordenó el asesinato sería la venganza contra Marcelo Freixo, ex diputado estatal que presidió el CPI das Milícias, de quien Marielle era asesora. Pocos días después de que la acusación fuera confirmada a la prensa, se informó que durante el gobierno de Jair Bolsonaro, Abin fue contratado para espiar y monitorear al coordinador del grupo de trabajo a cargo de la investigación sobre las muertes de Marielle Franco y Anderson Gomes.
El 24 de marzo de 2024, los hermanos Domingos Brazão y Chiquinho Brazão, junto con el jefe de policía Rivaldo Barbosa, fueron detenidos, acusados de ser los autores intelectuales del atentado contra Marielle Franco en marzo de 2018. El trío estaba sujeto a órdenes de detención preventiva. Murder, Inc., lanzado por la Procuraduría General de la República (PGR), el Ministerio Público de Río de Janeiro (MPRJ) y la Policía Federal (PF). Domingos es asesor del Tribunal de Cuentas del Estado (TCE-RJ); Chiquinho es diputado federal por União Brasil; Rivaldo era jefe de la Policía Civil al momento del ataque y hoy se desempeña como coordinador de Comunicaciones y Operaciones Policiales de la institución.

### Arrestos y condenas
El 30 de mayo de 2018, la policía detuvo a Thiago Bruno Mendonça, conocido como "Thiago Macaco", acusado de matar a Carlos Alexandre Pereira Maria, apodado "O Cabeça", colaborador del concejal Marcello Siciliano. Thiago Macaco también fue mencionado en el testimonio de un ex miliciano designado como testigo clave en el caso. Según la fuente, Thiago estaría vinculado con Orlando de Curicica, jefe de la milicia de Boiúna, actualmente en prisión. Ambos habrían participado en el asesinato del parlamentario, lo que habría estado trastornando los negocios del grupo paramilitar en la Zona Oeste. Estos acuerdos también interesarían a Siciliano, quien negó las acusaciones. El testigo también informó que Thiago Macaco fue el responsable de la clonación del Chevrolet Cobalt plateado, que fue utilizado por los asesinos para cometer el crimen.
El 24 de julio de 2018, la policía arrestó al expolicía Alan Nogueira, conocido como Cachorro Louco, y al exbombero Luís Cláudio Barbosa. Ambos fueron expuestos por un denunciante galardonado, que también los implicó en un caso de doble homicidio. Fueron identificados como integrantes del grupo miliciano de Orlando Oliveira de Araújo, conocido como Orlando da Curicica, que opera en la Zona Oeste de la ciudad. El doble asesinato se habría cometido en el predio de Orlando. Un policía militar y un ex policía militar, también miembros de la milicia, según la policía, fueron asesinados con disparos en la cabeza, por traición. Posteriormente, sus cuerpos fueron carbonizados. El delegado dijo que aún no podía vincular a los dos con la ejecución del concejal y que la investigación continuaba en secreto. La mencionada milicia controla, además de Curirica, las regiones de Taquara, Vargem Pequeña, Vargem Grande y Terreirão. Las actividades de los milicianos incluyen la extorsión a comerciantes y residentes, como el cobro de tarifas por la venta de gas y agua mineral y el control de puntos de venta de máquinas tragamonedas.
Las primeras órdenes de detención fueron emitidas el 13 de diciembre de 2018. Agentes de la policía civil de la división de homicidios ejecutaron quince órdenes de arresto en el estado de Río de Janeiro y en el extranjero, todas dirigidas contra milicianos. En Angra dos Reis, en Morro da Constância, mientras ejecutaba una de esas órdenes, el equipo fue acorralado por delincuentes. Según información oficial, los agentes se encontraban bajo fuerte amenaza, en un lugar de vulnerabilidad y situación de intenso riesgo, y fueron rescatados en acción por policías civiles y militares. Las órdenes formaban parte de una investigación vinculada al asesinato del concejal, pero realizada en paralelo. En ese momento habían transcurrido nueve meses desde el crimen.
El 22 de enero de 2019, la policía arrestó al mayor de la Policía Militar Ronald Paulo Alves Pereira, bajo sospecha de estar involucrado en el asesinato. Además, sería juzgado por el caso de la Masacre de Via Show, en el que cuatro jóvenes fueron ejecutados por policías militares. El mayor hizo suspender el proceso, pero fue reabierto. Según información oficial, estaba siendo investigado por sospecha de ser parte de la cúpula de la denominada Oficina del Crimen. También fue denunciado por gestionar negocios ilegales, como acaparamiento de tierras y usura.
El 12 de marzo de 2019, policías de la División de Homicidios de la Policía Civil y fiscales del Ministerio Público como parte de la Operación Lume detuvieron a dos policías militares sospechosos de participar en el asesinato. Las órdenes de arresto fueron ejecutadas contra el sargento retirado de la Policía Militar Ronnie Lessa, de 48 años, y Élcio Vieira de Queiroz, quien ya había sido expulsado de la Policía Militar de Río de Janeiro. En la casa de un amigo de Ronnie Lessa se encontraron 117 rifles M-16 desmontados. El amigo de Lessa dijo que se quedó con los rifles sin saber qué eran y la incautación de estos rifles se convirtió en la mayor incautación de armas en la historia de Río de Janeiro. Según la denuncia del Ministerio Público, Lessa fue el autor de los 13 disparos que mataron a Marielle y al conductor Anderson, y Queiroz fue el conductor del vehículo utilizado en el crimen. Según el MP, el crimen habría sido meticulosamente planeado, con tres meses de antelación.
El 31 de mayo, la policía detuvo a Rafael Carvalho Guimarães y Eduardo Almeida Nunes, investigados por la posible clonación del automóvil Cobalt utilizado en el asesinato del concejal. Las detenciones formaron parte de la Operación Entourage, que tenía como objetivo la milicia de Orlando Curicica, que dominaba regiones de la Zona Oeste de Río de Janeiro. Según la policía, su papel en la organización de Curicica era clonar autos para que la pandilla pudiera moverse y cometer delitos sin llamar la atención. Además, fue detenido el policía militar Rodrigo Jorge Ferreira, conocido como Ferreirinha, acusado de obstruir las investigaciones del crimen. En el operativo participaron trescientos policías y ocho personas fueron detenidas. Las declaraciones dadas por Ferreirinha a instancias de la milicia de que Curicica había sido uno de los autores del crimen resultaron ser falsas. Los crímenes cometidos por esta organización muy bien estructurada se llevaron a cabo, en su mayor parte, utilizando la violencia, incluida la ejecución de testigos y el intento de asesinato de las autoridades responsables de las investigaciones. 
En julio de 2020, tras la detención del empresario vinculado al Movimento Brasil Livre, Carlos Augusto de Moraes Afonso, conocido en Internet como Luciano Ayan, se descubrió que era responsable de difundir noticias falsas que acusaban a Marielle Franco de haber tenido una relación con el narcotraficante Marcinho VP, además de tener vínculos con la facción criminal Comando Vermelho.
En octubre, el expolicía Elcio Vieira de Queiroz fue condenado a cinco años de prisión y al pago de una multa por tenencia de municiones y tenencia de armas de fuego, municiones y cargadores, el día de su detención, el 12 de marzo de 2019. En esa fecha, agentes de la policía civil y dos fiscales acudieron a la casa de Queiroz para cumplir una orden de detención, por sospecha de implicación en la muerte de la concejala y su conductor, y otra orden de registro e incautación, para recabar posibles pruebas del crimen. En un allanamiento encontraron en su automóvil ocho municiones para rifle calibre 5.56 milímetros y en su domicilio encontraron una pistola Glock calibre 380 puntas, con cinco cargadores y 46 cartuchos, además de una pistola Taurus calibre 40 puntas, con tres cargadores y 72 municiones. La pena se cumpliría en régimen abierto si Queiroz no se encontraba ya en prisión preventiva por los homicidios, en la Penitenciaría Federal de Porto Velho. La sentencia fue dictada el 11 de septiembre por el juez André Felipe Veras de Oliveira, del 32º Juzgado Penal de Río de Janeiro.
El 7 de agosto de 2022, Ronnie Lessa, quien se encontraba en prisión preventiva en la Penitenciaría Federal de Máxima Seguridad de Campo Grande, fue sentenciado a cinco años de prisión por intento de tráfico internacional de armas. Según la sentencia, debería comenzar a cumplir su pena en régimen cerrado, y se mantendría la prisión preventiva motivada por el homicidio. La justificación de la condena fue la cantidad y finalidad del equipo incautado. Además, según el texto de la sentencia, el material importado tenía como objetivo dificultar la identificación del origen de los disparos de fusiles AR-15, comúnmente utilizados por organizaciones criminales que controlan vastos territorios en la ciudad de Río de Janeiro, donde aterrorizar, herir y matar indiscriminadamente a residentes y agentes de seguridad pública. Por ejemplo, En febrero de 2023, la Policía Militar de Río de Janeiro confirmó la expulsión de Ronnie Lessa de la corporación.
El 7 de diciembre de 2023, Luiz Paulo de Lemos Júnior, conocido como Chupeta, fue detenido tras ser identificado por los investigadores como el conductor de Ronnie Lessa, acusado de la muerte de la concejal Marielle Franco, y la Fiscalía del Crimen.
El 28 de febrero de 2024, la Policía Federal y el Grupo de Acción Especial para la Represión del Crimen Organizado (Gaeco), del Ministerio Público de Río de Janeiro (MPRJ), detuvieron al propietario de un depósito de chatarra Edilson Barbosa dos Santos, conocido como Orelha, acusado de destruir el automóvil plateado GM Cobalt en un accidente automovilístico en Morro da Pedreira, en la Zona Norte de Río. El automóvil era utilizado el día del crimen.
El 24 de marzo de 2024, la Policía Federal, junto con la Fiscalía General de la República, detuvo al diputado federal por Río de Janeiro Chiquinho Brazão, consejero del Tribunal de Cuentas del Estado de Río de Janeiro (TCE-RJ) Domingos Brazão y el policía civil Rivaldo Barbosa, por ser quienes ordenaron el asesinato de Marielle. Barbosa era, en el momento de la muerte de la concejal, jefe de la policía civil de Río de Janeiro y habría contribuido a obstaculizar las investigaciones. Fueron trasladados a la Penitenciaría Federal de Brasilia donde cumplirán prisión preventiva.
El 27 de marzo, los hermanos Brazão fueron trasladados a otras cárceles, Chiquinho fue llevado a Campo Grande y Domingos a Porto Velho, mientras el jefe de policía Rivaldo Barbosa permanece preso en la capital de Brasilia. La elección de los establecimientos penitenciarios la hizo el Ministerio de Justicia.
También en marzo de 2024, Giniton Lages, otro jefe de policía de Río que también investigó el asesinato de Marielle, fue objeto de una orden de registro en su domicilio, acusado de obstrucción a la justicia por trabajar como informante de quienes ordenaron el crimen. Lages supuestamente trabajó (y finalmente logró) ganarse la confianza de la familia de Marielle para obtener información privilegiada sobre sus personas más cercanas a ella y evitar intentos de llegar a los verdaderos autores intelectuales del crimen, incluido forzar el testimonio de Rodrigo Jorge Ferreira, alias Ferreirinha, un policía militar, en el que admite falsamente que otro delincuente, Orlando Curicica, ordenó el asesinato. Lages también escribió un libro sobre la investigación detrás de escena titulado ¿Quién mató a Marielle? cuyo objetivo era, según Lages, “ayudar a la sociedad a prepararse mejor para afrontar casos similares en el futuro”.
El 31 de octubre de 2024, un tribunal brasileño condenó a dos expolicías militares a 59 y 78 años de prisión, respectivamente, por el asesinato de Marielle Franco en 2018.

## Repercusión

### Brasil

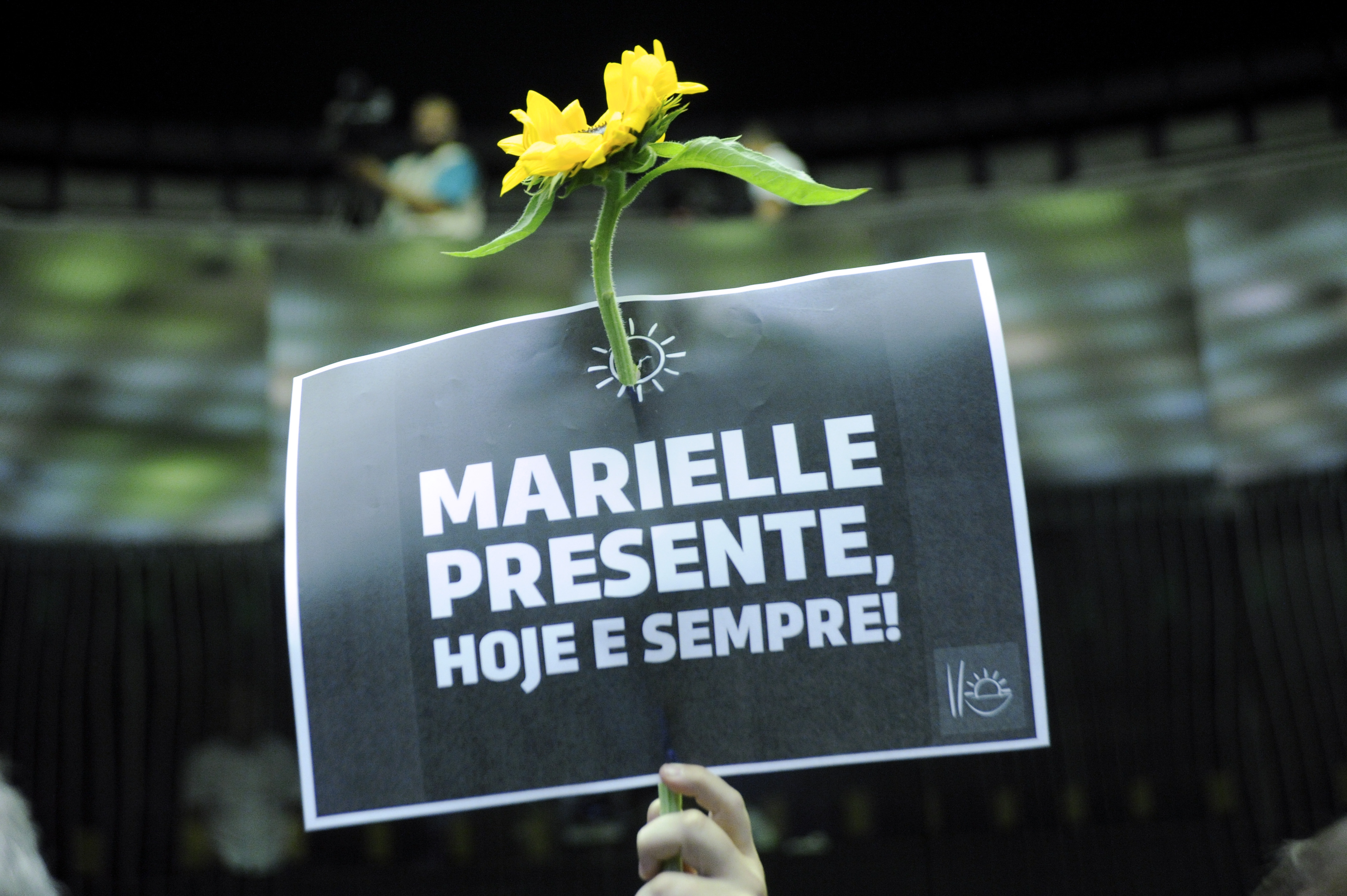
Un manifestante cogiendo un cartel para homenajear Marielle en sesión solemne en la Cámara de los Diputados, en 15 de marzo de 2018.

Roberto Romano, filósofo y profesor de Ética de la Universidad Estatal de Campinas, considera que el crimen es un indicador de la fragilidad de las instituciones democráticas en Brasil. Según él, a pesar del final oficial de la dictadura militar, el país siempre está a un paso de un posible retorno a un estado de excepción. Romano compara el caso con el asesinato de la misionera americana Dorothy Stang en 2005, en el Pará, destacando las deficiencias en los avances de los derechos humanos en Brasil.
El filósofo argumenta que este episodio debería impulsar un cambio en la forma en que se aborda la crisis de seguridad en el país, con medidas a mediano y largo plazo, como mejorar la educación y implementar políticas para reducir la desigualdad social. Según Romano, la manera en que el gobierno federal está manejando el caso sugiere que no está asumiendo su responsabilidad para modificar la situación.
Todos los candidatos presidenciales rápidamente emitieron opiniones, condolencias y condolencias a los familiares de las víctimas, a excepción de Jair Bolsonaro, que no pudo hablar debido a una intoxicación alimentaria, según la oficina de prensa del diputado, sin embargo también informó que el dictamen será visto. como "polémico" y, por tanto, el político preferiría no pronunciarse. El 20 de marzo declaró públicamente que mantendría su silencio, criticando el silencio selectivo de otros políticos y llamando la atención sobre la falta de seguridad pública en Río.
Por otro lado, la Procuradora-General de la República, Raquel Dodge, ha afirmado que su gabinete está comprometido con la investigación del asesinato de Marielle Franco. Dodge menciona que están monitoreando de cerca las investigaciones y están evaluando la posibilidad de federalizar el caso. Para ella, los ataques contra líderes políticos y la corrupción son ejemplos de amenazas a la democracia, y señala que el nivel de impunidad en el país aún es alto. Dodge estuvo en Río de Janeiro el 15 de marzo para participar en una reunión destinada a supervisar los trabajos de investigación del crimen.
El Presidente Nacional de la Orden de los Abogados de Brasil (OAB), Claudio Lamachia, emitió una declaración el 15 de marzo expresando la condena de la OAB por el asesinato de la concejala Marielle Franco. Lamachia afirmó que este crimen afecta a toda la sociedad y va en contra de los valores fundamentales del Estado Democrático de Derecho. La OAB está siguiendo de cerca el caso y espera que se lleve a cabo una investigación ágil y que se castigue de manera ejemplar a todos los involucrados.
Por otro lado, la jueza federal Marília Castro Neves, del Tribunal de Justicia de Río de Janeiro, presentó una versión alternativa sobre el crimen a través de un mensaje en su cuenta de Facebook. En este mensaje, la magistrada sugiere que Marielle Franco tenía vínculos con bandas criminales y fue asesinada porque no cumplió con compromisos asumidos con su partido político, según información proporcionada por el Comando Rojo. Estas afirmaciones generaron protestas y críticas, y el presidente del PSOL anunció que presentaría una demanda contra la jueza ante el Consejo Nacional de Justicia.
Además de las manifestaciones en las calles, también se produjeron movilizaciones significativas en las redes sociales, siendo Twitter la plataforma principal para estas discusiones. Según datos de la Fundación Getúlio Vargas, el nombre de la política fue mencionado en 567 mil ocasiones. El momento de mayor actividad en Twitter ocurrió aproximadamente dos horas después del homicidio, alrededor de las 23:50 horas, con un promedio de 594 tuits por minuto. Se observó que el 88 por ciento de estos mensajes expresaban duelo y destacaban la trayectoria de Marielle, mientras que una gran parte de ellos también expresaba sospechas de que el crimen fue una ejecución llevada a cabo por policías militares.
Los usuarios recordaron que la concejala, poco antes de su muerte, había acusado a la Policía Militar del homicidio de un adolescente y había criticado la actuación de la PM en el barrio de Acari, ubicado en la Zona Norte de Río de Janeiro. Sin embargo, también hubo una minoría de usuarios que manifestaron opiniones contrarias, criticando a la izquierda y defendiendo medidas de seguridad más severas. Algunos de estos usuarios también criticaron lo que percibieron como un aprovechamiento político por parte del PSOL en el caso.
La guerra ideológica en las redes sociales llevó al despacho de abogados EJS Abogados a rastrear los contenidos difamatorios, habiendo recibido más de dos mil denuncias por correo electrónico hasta el 19 de marzo. El objetivo anunciado era enviar todos los mensajes, con sus autores identificados, para una investigación en la Comisaría de Represión Informática de Delitos de la Policía Civil o para su retractación pública ante los tribunales. Tarcísio Motta, colega de Marielle en la Cámara, afirmó que es necesario responsabilizar a quienes propagan discursos de odio y reproducen o crean noticias falsas que atentan contra el honor de la concejala. La hermana de Marielle afirmó que quienes difundan información falsa rendirán cuentas y pidió más respeto por la familia, su dolor y la imagen de su difunta hermana. En las semanas siguientes, la familia emprendió acciones legales por la excesiva cantidad de mensajes despectivos. En respuesta, el Tribunal ordenó la retirada de publicaciones con contenidos difamatorios o falsos sobre Franco en Facebook y YouTube. Además, exigió que Facebook impida la publicación de nuevos mensajes ofensivos hacia Marielle y que informe si los perfiles de Luciano Ayan, Luciano Henrique Ayan y Movimento Brasil Livre patrocinaron los mensajes denunciados.
Otra declaración la hizo el director José Padilha, quien dijo que la violencia en Río de Janeiro es un proceso recurrente, en el que hubo asesinato silencioso de un gran número de personas en los últimos veinte años. También afirmó que la policía no estaba preparada, era corrupta y extremadamente violenta, además de que no había asistencia social en las comunidades necesitadas, configurando la combinación de factores que llevaron al número reconocido de muertes. Padilha citó la actual guerra ideológica, que llevó a la gente a adherirse a sus propios sesgos cognitivos, en lugar de prestar atención a problemas más palpables y generales. Aun así, según el cineasta, la situación actual no puede atribuirse únicamente a la pobreza, ya que, según afirmó, hay países más pobres que Brasil con menores índices de violencia, y que la policía de Río de Janeiro mataría cuarenta veces más que los policía de los Estados Unidos en su conjunto. Concluyó recordando que el problema sólo recibió atención mediática progresista, sacando a la luz la situación de fondo, cuando ocurrió un caso grave, como la muerte del concejal, las masacres de Candelária y Vigário General.
El 14 de marzo de 2021, hubo una celebración para conmemorar los tres años del homicidio, con la inauguración de una placa, en Cinelândia, frente al Ayuntamiento de Río de Janeiro, en el centro de la ciudad, en una iniciativa de la Municipalidad. Sala. El cartel es similar a los que identifican las calles y plazas de la ciudad y contiene las palabras “Concejal Marielle Franco”. También hay dos frases: “(1979-2018) Mujer negra, habitante de favela, LGBT y defensora de derechos humanos”; “Brutalmente asesinado el 14 de marzo de 2018 por luchar por una sociedad más justa.” Y también se extendió una pancarta negra frente al Ayuntamiento de Río de Janeiro, que contenía una pregunta: “¿Quién ordenó matar a Marielle?”. Muchas autoridades estuvieron presentes. El alcalde Eduardo Paes enfatizó que nadie debe ser asesinado por su ideología, su cosmovisión. La madre de la concejal, Marinete Silva, dijo que la placa no aliviaba el dolor de la familia, pero que era un símbolo de esperanza y activismo, que mantenía viva a Marielle. Marinete agregó que sigue creyendo en la solución del caso y confiando en las investigaciones que realiza la Fiscalía Estatal.
La concejala Marielle Franco también recibió una estatua en su honor, en el centro de Río de Janeiro, en el lugar donde solía reunirse con sus electores para informar sobre su mandato. La inauguración fue el 27 de julio de 2022, fecha en la que Marielle habría cumplido 43 años. Asistieron varios políticos, admiradores y votantes de la parlamentaria, así como su familia, llenando la Praça Mário Lago, más conocida como Buraco do Lume. El público tuvo la oportunidad de tomarse fotografías junto a la estatua de 1,75 metros, forjada en bronce por el artista Edgar Duvivier, a tamaño natural, que muestra a Marielle con el brazo izquierdo en alto y el puño cerrado.

### Resto del mundo
La Asamblea de la República de Portugal aprobó por unanimidad un voto de pesar por la muerte de Marielle Franco, expresando "la más vehemente condena por la violencia y por los crímenes políticos y de odio que aumentan día a día en Brasil". El voto fue anunciado el día del crimen por la líder del Bloque de Izquierda, Catarina Martins, durante el debate quincenal con el primer ministro, y fue suscrito por el presidente del Parlamento, Eduardo Ferro Rodrigues, y por el diputado André Silva.
Según el texto, Marielle Franco era socióloga, feminista, militante de los derechos humanos y crítica de la reciente ocupación de vastas áreas urbanas por la intervención militar del gobierno federal en Río de Janeiro. Además, se destacó que Marielle Franco se dedicó a la lucha por los derechos humanos, especialmente en defensa de los derechos de las mujeres negras y de los habitantes de favelas y periferias, así como en la denuncia de la violencia policial.
El 13 de abril, treinta días después del crimen, Amnistía Internacional emitió un comunicado exigiendo a las autoridades brasileñas ser más ágiles en la realización de las investigaciones, que hasta entonces no habían identificado a ningún sospechoso. La entidad solicitó prioridad en el caso, porque, a su juicio, cada día que el crimen sigue sin respuesta aumentan las amenazas contra defensores de derechos humanos en Brasil. Así, el texto del comunicado pide "una investigación inmediata, completa, imparcial e independiente, que identifique no sólo a los tiradores, sino también a los autores intelectuales del crimen". Renata Neder, coordinadora de investigaciones de Amnistía Internacional, afirmó que los estados federal y de Río de Janeiro debían una respuesta acorde a la gravedad del asesinato.

## Controversias

### Amonestación judicial a la Rede Globo
En noviembre de 2018, la división de homicidios de la Policía Civil y el Ministerio Público de Río de Janeiro presentaron una demanda exigiendo que se prohibiera a la Rede Globo publicar cualquier información de la investigación policial que investigó los asesinatos de Franco y su conductor. El magistrado Gustavo Gomes Kalil, titular del Cuarto Juzgado Penal de Río de Janeiro, aceptó la solicitud y consideró que la Rede Globo estaba filtrando el contenido de los expedientes de forma "perjudicial", exponiendo datos de las investigaciones y de los testigos. Sin embargo, los datos publicados anteriormente por Rede Globo se informaron sin exponer información personal y algunos se presentaron de forma anónima. Globo consideró que la decisión judicial fue excesiva y lesionó gravemente la libertad de prensa. La Asociación Brasileña de Periodismo de Investigación (Abraji) difundió una nota condenando la decisión del juez que "viola el derecho de los brasileños a la libre circulación de informaciones de interés público", afirma que la "imposición de censura es una afrenta a la Constitución" y que "libertad de prensa, fundamental para la democracia".

### Falta de cuestionamiento periodístico
El redactor de la columna Análise & Opinião del Jornal Já, periodista, ex director ejecutivo de la revista Exame, director y director de la Gazeta Mercantil y redactor jefe del Jornal da Globo, José Antônio Severo, criticó que el caso no haya sido Cuestionado por la prensa hasta marzo de 2020: "el profesor de la FGV y la UnB, Nelson Barbosa, tuvo que bajarse de su silla y poner el dedo en la herida con la gran pregunta: ¿por qué mataron a Marielle Franco? Un día después de la columna de la ex ministra de Finanzas y Planificación de la presidenta Dilma Rousseff en Folha de S.Paulo, parece que los medios de comunicación despertaron y las páginas del sábado estuvieron salpicadas de referencias a los inexplicables motivos del crimen. Surgió una pregunta esencial, que hasta entonces ni siquiera había sido mencionada en los análisis y relatos sobre el asesinato que circularon por el mundo. Con la judicialización del caso, para llevar a los acusados, Ronnie Lessa y Élcio Queiroz, ante el tribunal del jurado, fue necesario introducir esta pregunta: ¿por qué matar a la mujer? El motivo esgrimido en el caso es “crimen de odio”. Seguramente en la época de los grandes reporteros policiales del pasado, como el fallecido Pena Branca (Otávio Ribeiro), Vanderlei Soares o el todavía activo Percival de Souza, en su época en el Jornal da Tarde, esta edición ya habría sido publicada el Las páginas del periodismo de investigación".
Además, la Asociación de Ingenieros de Petrobras (AEPET) denunció la inacción del Instituto Marielle Franco en relación con las investigaciones contra militares del Ejército federal.

### Mención a Jair Bolsonaro por parte del portero de Vivendas da Barra
Según un reportaje exclusivo del 29 de octubre de 2019, publicado por el Jornal Nacional, que tuvo acceso a detalles del proceso, el nombre del Presidente de la República fue mencionado en una declaración del portero del Condomínio Vivendas da Barra, donde vive Jair Bolsonaro y Ronnie Lessa, uno de los principales sospechosos de haber asesinado a Marielle Franco y Anderson Gomes. Según el portero, el otro sospechoso del crimen, Élcio de Queiroz, quien sería el conductor del auto utilizado en el crimen, ingresó al condominio el 14 de marzo de 2018, horas antes del asesinato, alegando que se dirigía a la casa. el número 58, que pertenece a Bolsonaro. Debido a esto, el portero se habría comunicado con la casa, considerando si permitir el ingreso de Queiroz al condominio. Según el portero, la autorización la dio alguien que se encontraba dentro de la casa, a quien llamó "Seu Jair". Luego de ingresar al condominio, el vehículo se habría dirigido a la casa número 66, que pertenece a Ronnie Lessa, quien sería el principal sospechoso del tiroteo, según el Ministerio Público, y no a la casa de Bolsonaro. Luego, el portero llamó por segunda vez a la casa 58 y una persona que atendió el intercomunicador confirmó que el coche se dirigiría a la casa 66.
Luego de las repercusiones, el segundo hijo de Jair Bolsonaro, Carlos, acudió a la administración del condominio donde obtuvo autorización para acceder a las grabaciones de las llamadas del conserje. Poco después, Carlos Bolsonaro publicó en sus redes sociales los audios del momento en que el portero autorizó el ingreso de Élcio de Queiroz; en el audio, el portero llama a la casa 66, donde recibe autorización de Ronnie Lessa para dejar entrar a Élcio de Queiroz al condominio. Debido a que tuvo acceso al audio del condominio, la oposición política acusó a Carlos de invasión a la privacidad e intromisión. El mismo día que Carlos difundió los audios de la entrada del condominio donde se ve a Ronnie Lessa autorizando el ingreso de Élcio Queiroz, el Ministerio Público de Río de Janeiro realizó una conferencia de prensa donde afirmó que el portero mintió en su declaración a la Policía Civil y que Las grabaciones periciales no son compatibles con la versión proporcionada por el portero. El Ministerio Público también dijo que la pericia confirmó que la voz en el intercomunicador era la de Ronnie Lessa y no la de Jair Bolsonaro, como afirmó el portero; y aunque la hoja de control escrita por el portero contiene el número de la casa de Bolsonaro (58), el registro del interfono muestra la llamada a la casa 66.
Al mes siguiente, el portero que había citado a Bolsonaro declaró en una declaración a la Policía Federal que se había equivocado al citar al presidente. El 11 de febrero de 2020, un perito de la Policía Civil concluyó que la voz del portero que permitió el ingreso a Élcio Queiroz no era la misma que la del portero que mencionó a Bolsonaro en su declaración; El informe fue firmado por seis peritos quienes confirmaron que no hubo cambios en las grabaciones y confirmaron que la voz que permitió ingresar a Élcio fue la de Ronnie Lessa. El Jornal Nacional investigó las actas de la Cámara de Diputados y encontró una contradicción en el testimonio del portero. Jair Bolsonaro, entonces diputado federal, estaba ese día en Brasilia, como lo demuestran los registros de asistencia a dos votaciones en el plenario: a las 14 y a las 20.30. Por lo tanto, no pudo estar en Río, lo que generó dudas sobre quién atendió el intercomunicador de la casa del Presidente ese día. Poco después del informe, Bolsonaro, que se encontraba en Arabia Saudita en visita oficial, publicó en vivo en Facebook para demostrar su indignación por el informe. En él, acusó al gobernador de Río de Janeiro, Wilson Witzel, de haber filtrado información confidencial a Globo, mientras el proceso se desarrollaba bajo secreto judicial. Bolsonaro también acusó a la Policía Civil de Río de haber orquestado una "farsa" y dijo que creía que el portero pudo haber sido engañado para que firmara algo que no correspondía a su verdadera declaración. "O el portero mintió, o indujeron al portero a dar un falso testimonio, o escribieron algo que el portero luego firmó debajo (sin comprobar el contenido)", dijo.

### Interferencia del gobernador de Río de Janeiro
El 4 de mayo de 2020, el gobernador de Río de Janeiro, Wilson Witzel, admitió, en una entrevista con el programa Roda Viva, de TV Cultura, que interfirió en operativos de la Policía Civil en relación con los sospechosos del ataque. Witzel afirmó que pidió al jefe de policía Giniton Lages que arrestara, en marzo de 2019, al policía militar retirado Ronnie Lessa y al ex policía militar Élcio de Queiroz, acusados de participar en el doble homicidio. Estas detenciones, según admitió el gobernador, fueron recomendadas a pesar de que aún no había confirmación del posible autor intelectual del crimen. Witzel explicó que no tuvo acceso a la investigación, pero aprovechó su experiencia como juez federal y sugirió los arrestos cuando el jefe de policía afirmó que ya sabía quiénes eran los perpetradores. La intención era abrir una nueva fase de la investigación, con el propósito de descubrir al autor intelectual. La confesión de Witzel se produjo en medio de acusaciones contra el presidente Jair Bolsonaro de interferencia en la Policía Federal.

### Mensajes al ex ayudante de campo de Bolsonaro
En mayo de 2023, la Policía Federal lanzó la Operación Venire, con el objetivo de investigar sospechas de introducción de datos falsos en Conecte SUS a favor de Bolsonaro, y arrestó al teniente coronel Mauro Cid (ex ayudante de campo de Bolsonaro) y al ex mayor Ailton Barros ( excandidato a diputado estatal por PL), entre otros investigados. Se descubrió una discusión entre ambos en la que Barros actuó como intermediario a favor del exconcejal Marcello Siciliano. Siciliano, entonces investigado por el asesinato, solicitó una reunión con el cónsul de Estados Unidos en Río de Janeiro a cambio de la entrada de datos.